# Alliantie voor de Vooruitgang (Peru)
Alliantie voor de Vooruitgang (Alianza para el Progreso) is een politieke partij in Peru. De partij werd op 8 december 2001 in Trujillo opgericht door César Acuña Peralta.
Tijdens de verkiezingen van 2006 was Natale Amprimo de presidentskandidaat voor de partij. Sinds 2010 maakt het deel uit van de Alliantie voor de Grote Verandering onder leiding van Pedro Pablo Kuczynski. Tijdens deze verkiezingen behaalden ze twee van de 130 zetels in het Peruviaanse congres.